# Língua laociana
O Lao, também chamado de Laosiano, é uma língua da família Kra-Dai e a oficial de Laos. Apesar de ser o idioma oficial do país, pouco mais de 4 milhões de habitantes possuem o Lao como sua língua materna e cerca de 800 mil pessoas a tem como segunda língua. Além dos habitantes de Laos, pelo menos 10 milhões de habitantes da região nordeste da Tailândia (em áreas perto da baixada de Laos) e uma minoria do nordeste do Camboja também falam o Lao. Por ser uma língua próxima do tailandês, os falantes do Lao também conseguem entender o tailandês falado sem muitas dificuldades.

## Fonologia
A estrutura da sílaba em lao é bem especifica: C0 V0 C1 V1 V2 C2. Para que a palavra seja formada, ela deve conter em sua composição C1 e V1, no entanto, ambos sozinhos não constroem palavra alguma. Devem acompanhar na palavra V2, C2 ou ambos.
C1 é a consoante inicial e C2 é a consoante final. C0 e V0 são chamadas de sílabas menores e podem, ou não, estar presentes em uma palavra. Vale ressaltar que se uma dessas sílabas estiver presente, a outra, obrigatoriamente, também deverá estar. As sílabas menores não são estressadas e também não possuem um tom distinto independente da sílaba maior à qual estão ligadas. As consoantes do slot C0  são consoantes iniciais específicas (b- é rara de aparecer enquanto uma consoante palatal, velar e nasal não aparece). O mesmo acontece com as vogais no slot V0 (apenas as vogais /a, i, u/ são usadas, sem contraste de comprimento). Uma vogal longa na sílaba maior é vista como sendo uma única sílaba que ocorre duas vezes em sucessão. Se V1 e V2 não são as mesmas vogais, então V1 pode ser /i/, /u/, ou /ù/ enquanto V2 deve ser /a/.
Os quadros abaixo mostram as consoantes que podem ser iniciais e finais. Elas possuem cinco articulações: labial, alveolar, velar, palatal e glotal.

### Consoantes iniciais
|             |             | Labial | Alveolar | Palatal | Velar | Glotal |
| ----------- | ----------- | ------ | -------- | ------- | ----- | ------ |
| Plosiva     | vozeada     | b      | d        |         |       |        |
| Plosiva     | não-vozeada | p      | t        | c       | k     | ʔ      |
| Plosiva     | aspirada    | ph     | th       |         | kh    |        |
| Fricativa   | Fricativa   | f      | s        |         |       | h      |
| Nasal       | Nasal       | m      | n        | ɲ       | ŋ     |        |
| Aproximaste | Aproximaste | ʋ      |          | j       |       |        |

### Consoantes Finais
Há algumas diferenças entre as consoantes iniciais e consoantes finais: não há consoante palatal, fricativa e lateral; e a consoante final w possui o mesma fonema que a consoante inicial ʋ.
|                     | Labial | Coronal | Velar | Glotal |
| ------------------- | ------ | ------- | ----- | ------ |
| Plosiva não-vozeada | -p     | -t      | -k    | -ʔ     |
| Nasal               | -m     | -n      | -ŋ    |        |
| Aproximante         | -w     | -j      |       |        |

### Vogais
O Lao possui nove monotongos/vogais e três ditongos: ia, ua e ɯa. Vale ressaltar que existem algumas variações do ditongo ɯa de acordo com a região. Na região norte, ele pode ser aɯ.
|              | Não-arredondada | Não-arredondada | Não-arredondada | Arredondada |
|              | Anterior        | Central         | Posterior       |             |
| ------------ | --------------- | --------------- | --------------- | ----------- |
| Fechada      | i:              |                 | ɯ:              | u:          |
| Semi-fechada | e:              |                 |                 | o:          |
| Média        |                 | ə:              |                 |             |
| Semi-aberta  | ɛ:              |                 |                 | ɔ:          |
| Aberta       |                 | a:              |                 |             |

### Tons
O Lao é uma língua tonal com cinco tons distintos. A quantidade de tons varia de acordo com cada região. O quadro abaixo descreve os tons utilizados pelos falantes de Lao da capital dos país, Vientiane.
|              | Tom 1                                                   | Tom 2                                                          | Tom 3                                                                                 | Tom 4                                                                                | Tom 5                                                                    |
| ------------ | ------------------------------------------------------- | -------------------------------------------------------------- | ------------------------------------------------------------------------------------- | ------------------------------------------------------------------------------------ | ------------------------------------------------------------------------ |
| Descrição    | Entonação nivelada em torno do meio da faixa de altura. | Alta entonação começando no meio da faixa de altura e subindo. | Baixa entonação que sobe, começando no fim da faixa de altura e subindo rispidamente. | Alta entonação em queda, começando no topo da faixa de altura e caindo rispidamente. | Média entonação em queda, começando no meio da faixa de altura e caindo. |
| Exemplo khaa | galangal (especiaria)                                   | estar preso (em algo)                                          | perna                                                                                 | comércio                                                                             | escravo                                                                  |

## Escrita

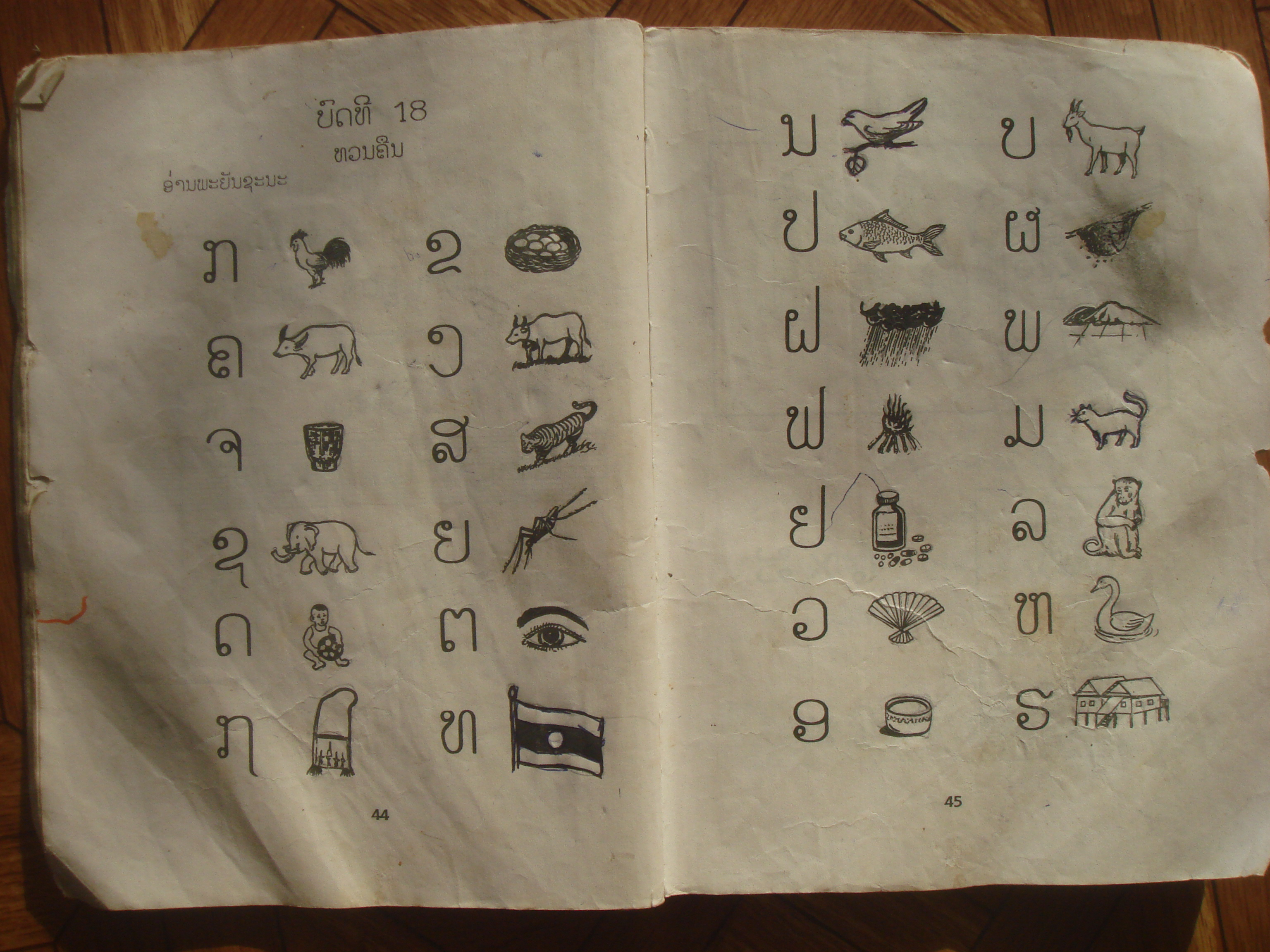
Livro escolar com o alfabeto Lao ilustrado

A escrita do Lao é baseada no dialeto usado na capital de Laos, Vientiane.

### Consoantes
O Lao possui 27 letras para consoantes, sendo elas divididas em três categorias: consoante baixa, consoante média e consoante alta. 
| Letra | Pronúncia            | Categoria       | Palavra em Laosiano | Significado |
| ----- | -------------------- | --------------- | ------------------- | ----------- |
| ກ     | k                    | consoante média | ໄກ່                  | galinha     |
| ຂ     | kh/k                 | consoante alta  | ໄຂ່                  | ovo         |
| ຄ     | kh/k                 | consoante baixa | ຄວາຍ                | bufalo      |
| ງ     | ŋ                    | consoante baixa | ງົວ                  | gado        |
| ຈ     | tɕ/t                 | consoante média | ຈອກ                 | copo        |
| ສ     | s/t                  | consoante alta  | ເສືອ                 | tigre       |
| ຊ     | s/t                  | consoante baixa | ຊ້າງ                 | elefante    |
| ຍ     | ɲ                    | consoante baixa | ຍຸງ                  | mosquito    |
| ດ     | d/t                  | consoante média | ເດັກ                 | criança     |
| ຕ     | t                    | consoante média | ຕາ                  | olho        |
| ຖ     | th/t                 | consoante alta  | ຖົງ                  | bolsa       |
| ທ     | th/t                 | consoante baixa | ທຸງ                  | bandeira    |
| ນ     | n                    | consoante baixa | ນົກ                  | pássaro     |
| ບ     | b/p                  | consoante média | ແບ້                  | cabra/bode  |
| ປ     | p                    | consoante média | ປາ                  | peixe       |
| ຜ     | ph                   | consoante alta  | ເຜິ້ງ                 | abelha      |
| ຝ     | f/p                  | consoante alta  | ຝົນ                  | chuva       |
| ພ     | ph                   | consoante baixa | ພູ                   | montanha    |
| ຟ     | ph/p                 | consoante baixa | ໄຟ                  | fogo        |
| ມ     | m                    | consoante baixa | ແມວ                 | gato        |
| ຢ     | j                    | consoante média | ຢາ                  | remédio     |
| ຣ     | r/l/n                | consoante baixa | ຣະຄັງ                | sino        |
| ລ     | l/n                  | consoante baixa | ລີງ                  | macaco      |
| ວ     | v/w                  | consoante baixa | ວີ                   | leque       |
| ຫ     | h                    | consoante alta  | ຫ່ານ                 | ganso       |
| ອ     | consoante silenciosa | consoante média | ໂອ                  | tigela      |
| ຮ     | h                    | consoante baixa | ເຮືອນ                | casa        |

### Vogais
O alfabeto Lao possui 28 letras para vogais, incluindo vogais curtas e longas. Enquanto a consoante silenciosa ອ representa a maneira que uma consoante ficaria com a vogal, a letra X representa a consoante final.
| Letra   | Pronuncia | Categoria   |
| ------- | --------- | ----------- |
| ອະ/ອັX   | a         | vogal curta |
| ອາ      | aa        | vogal longa |
| ອຸ       | u         | vogal curta |
| ອູ       | uu        | vogal longa |
| ອິ       | e ou i    | vogal curta |
| ອີ       | ee ou ii  | vogal longa |
| ອຶ       | eu        | vogal curta |
| ອື       | euu       | vogal longa |
| ເອະ/ເອັX | ea        | vogal curta |
| ເອ      | eaa       | vogal longa |
| ແອະ     | ae        | vogal curta |
| ແອ      | aae       | vogal longa |
| ໂອະ/ອົX  | o         | vogal curta |
| ໂອ      | oo        | vogal longa |
| ເອາະ    | aw        | vogal curta |
| ອໍ/XອX   | aaw       | vogal longa |
| ເອິ      | er        | vogal curta |
| ເອີ      | err       | vogal longa |
| ເອຶອ     | eua       | vogal curta |
| ເອືອ     | euaa      | vogal longa |
| ເອັຍ     | ia        | vogal curta |
| ເອຍ/ອຽX | iaa       | vogal longa |
| ອົວະ     | ua        | vogal curta |
| ອົວ/ອວX  | uaa       | vogal longa |
| ໄອ/ໃອ   | ai        | vogal curta |
| ອາຍ     | aai       | vogal longa |
| ເອົາ     | ao        | vogal curta |
| ອາວ     | aao       | vogal longa |
| ອຳ      | am        | vogal curta |
| ອາມ     | aam       | vogal longa |
| ອິວ      | io        | vogal curta |
| ອີວ      | iio       | vogal longa |
| ເອັວ     | eao       | vogal curta |
| ເອວ     | eaao      | vogal longa |
| ເເອັວ    | aeo       | vogal curta |
| ເເອວ    | aaeo      | vogal longa |

## Gramática

### Pronomes pessoais
O Lao possui dois sistemas de pronomes: definido e indefinido.

#### Pronomes definidos
Esses pronomes são, na sua maioria, pessoais com distinção entre pessoas verbais, flexão da palavra e polidez. A forma de polidez usada dependerá de como a palavra está flexionada, ou seja, se está na primeira pessoa do singular ou do plural, segunda pessoa do singular ou do plural e sucessivamente. No singular há quatro níveis de polidez enquanto que no plural há apenas dois. É de suma importância saber que mesmo que este sistema aparenta ser um sistema fechado, ele não é de fato. Pelo contrário, ele é um sistema bem flexível.
|          | Polidez       | Primeira pessoa | Segunda pessoa | Terceira pessoa |
| -------- | ------------- | --------------- | -------------- | --------------- |
| Singular | Básico (B)    | kuu3            | mùng2          | man2            |
| Singular | Familiar (FA) | haw2            | too3           | laaw2           |
| Singular | Educado (E)   | khòòj5          | caw4           | phen1           |
| Singular | Formal (F)    | khaa5-phacaw4   | thaan1         | thaan1          |
| Plural   | Básico (B)    | phuak4-kuu3     | suu3           | khaw3           |
| Plural   | Educado (E)   | cu-haw2         | cu-caw4        | khacaw4         |
| Plural   | Educado (E)   | cu-khòòj5       | phuak4-caw4    |                 |

##### Forma básica
Os pronomes usados com essa forma são expressões semanticamente simples, mas são as mais expositivas para uso pessoal. Um exemplo são as palavras kuu3, que significa “eu”, e mùng2, que significa “você”. Se essas palavras forem usadas em outras situações (no caso sem ser para uso pessoal), elas podem ser vistas como inapropriadas. Isso se dá pelo fato de que ambas as palavras só podem ser usadas de acordo com as seguintes situações: entre crianças, jovens com a mesma idade (com, no máximo, um ano de diferença), adultos com a mesma idade e que possuem uma relação próxima e de longo termo; relações desiguais não-reciprocantes (como a relação de um agente penitenciário e um prisioneiro); em uma linguagem agressiva e insultante (ao brigar com alguém, por exemplo); e, por fim, ao falar consigo mesmo.

##### Forma familiar
Essa forma faz com que os pronomes mantenham a informalidade, mas que também possuam um nível moderado de respeito. Um exemplo que podemos citar são os pronomes usados entre amigos não tão próximos. Esses amigos são mais prováveis de usarem os pronomes too3/haw2 do que kuu2/mùng2 visto que os dois últimos pronomes são mais íntimos do que os primeiros.

##### Forma educada
Os pronomes usados nesta forma transmitem um amplo senso de respeito. Os pronomes khòò5 e caw4, respectivamente “eu” e “você”, são usados nesta forma pois os referidos providenciam as maneiras mais seguras de comunicação entre pessoas que não se conhecem. Esses pronomes são, inclusive, os primeiros pronomes ensinados para os estudantes de Lao.

##### Forma formal
Essa forma é usada apenas em situações especiais, como discursos públicos ou interações com figuras de alto ranking, como, por exemplo, ministros do governo. A forma formal também é usada na escrita e na comunicado se massas, como entrevistas. A lógica de usar essa forma é baseada na ideia de abaixar a si mesmo e elevar o outro. Podemos observar tal lógica ao analisarmos os pronomes khaa5-phacaw4 e thaan1 visto que o primeiro pronome pode ser traduzido como “escravo do Senhor” e o segundo como “pessoa exaltada”.

#### Pronomes indefinidos
Esses pronomes não possuem distinção entre os níveis de polidez, apenas entre pessoal, não-pessoal e lugares. Também servem como pronomes interrogativos.

### Substantivos

#### Gênero
Na gramática do Lao, não há relação entre gênero e os substantivos e pronomes. Um mesmo pronome pode ser usado tanto para uma mulher quanto para um homem. Um exemplo que podemos citar é o pronome phen1 que pode ser usado para se referir a ambos os gêneros de uma forma formal.

#### Relações de posse
Uma relação de posse pode ser marcada de duas formas: a partir da junção do possuidor e do possuído, sendo que, na ordem da sentença, o possuído vem primeiro; ou apenas conectando ambos (possuidor e possuído) ao usar a palavra khòòng3, que significa “coisas”.
Ao comparar a posse alienável com a posse inalienável, é possível observar que não há uma forma fixa que deixe visível uma distinção entre ambas; porém, a posse inalienável é menos provável de ser marcado de forma ostensiva.

### Verbo
A ordem de frase do Lao é “sujeito-verbo-objeto”. Os verbos recebem marcadores para indicar tempo, modo e aspectos.

#### Tempo
Há duas formas de indicar o tempo: uma delas é, como já dito anteriormente, através da utilização de marcadores, por exemplo, o uso da palavra haa3-kòò1, que significa “agora” ou “neste instante”; a outra forma é apenas fornecer a frase de forma que fique fora de contexto, dessa forma uma simples afirmação poderá ter várias interpretações.
| phen1 | kiaw1  | khaw5 |
| 3.E   | colher | arroz |

1. “Ela/ele irá colher arroz (e.g., amanhã)”
2. “Ela/ele colheu arroz (e.g., ontem)”
3. “Ela/ele está colhendo arroz (agora)”

#### Modo e aspecto
Marcadores de modo-aspecto podem ser posicionados antes do verbo e após o verbo frasal, mas normalmente eles estão entre o sujeito e o verbo. Muito dos marcadores de modo-aspecto também funcionam como itens de classe aberta (principalmente os verbos). Além disso, também pode haver dependência entre os marcadores de modo-aspecto que estão em slots diferentes.
O quadro abaixo exemplifica uma maneira que o marcador de pré-negação khùù2 pode agir como um marcador modal que pode significar “provavelmente” ao ser seguido pelo marcador se modo irrealis siø.
| phen1 | khùù2-siø                               | paj3 |
| 3.P   | Obrigatoriedade fraca com modo irrealis | ir   |

- Ela/ele provavelmente vai.

### Frases comparativas
As frases comparativas são formadas pelo marcador kuaø, que significa “mais que”, é derivado do verbo kua1, que significa “atravessar” ou “ultrapassar”.
| khòòj5 | suung3 | kuaø     | caw4  |
| 1SG.E  | alto   | mais que | 2SG.E |

- “Eu sou mais alto que você.”

O marcador comparativo pode ser combinado com a palavra muu1, que significa “colega” ou “(membro de um) grupo”.
| khòòj5 | suung3 | kuaø     | muu1   |
| 1SG.E  | alto   | mais que | colega |

- “Eu sou o mais alto (i.e., o mais alto de um grupo)”

## Vocabulário

### Expressões do dia-a-dia

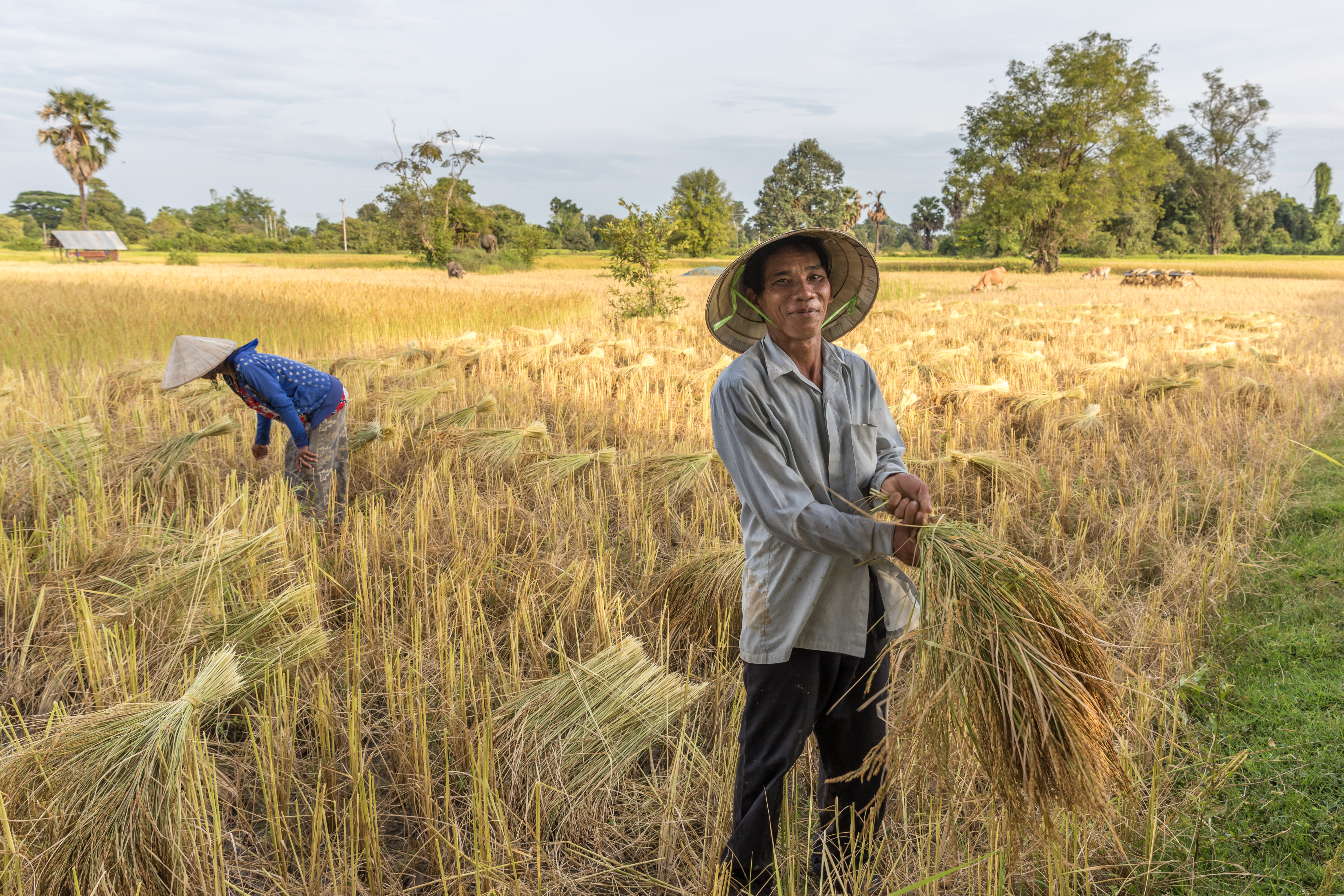
Homem colhendo arroz em Don Def, Laos

Essas são algumas expressões usadas no dia-a-dia.
| Expressão      | Em Lao           | Transliterado                 |
| -------------- | ---------------- | ----------------------------- |
| Olá            | ສະບາຍດີ           | sába̖ai-di̖i                    |
| Qual seu nome? | ເຈົ້າຊື່ຫຍັງ?         | jâo seu nyãng?                |
| Meu nome é ... | ຂ້ອຍຊື່ ...         | kháwy seu ...                 |
| Eu não sei     | ຂ້ອຍບໍ່ຮູ້            | khoi bor hu                   |
| Você fala Lao? | ເຈົ້າປາກພາສາລາວໄດ້ບໍ່ | jâo páak pháasaa láo dâi baw? |
| Obrigada       | ຂອບໃຈ            | khàwp ja̖i                     |